# Fish (Sänger)

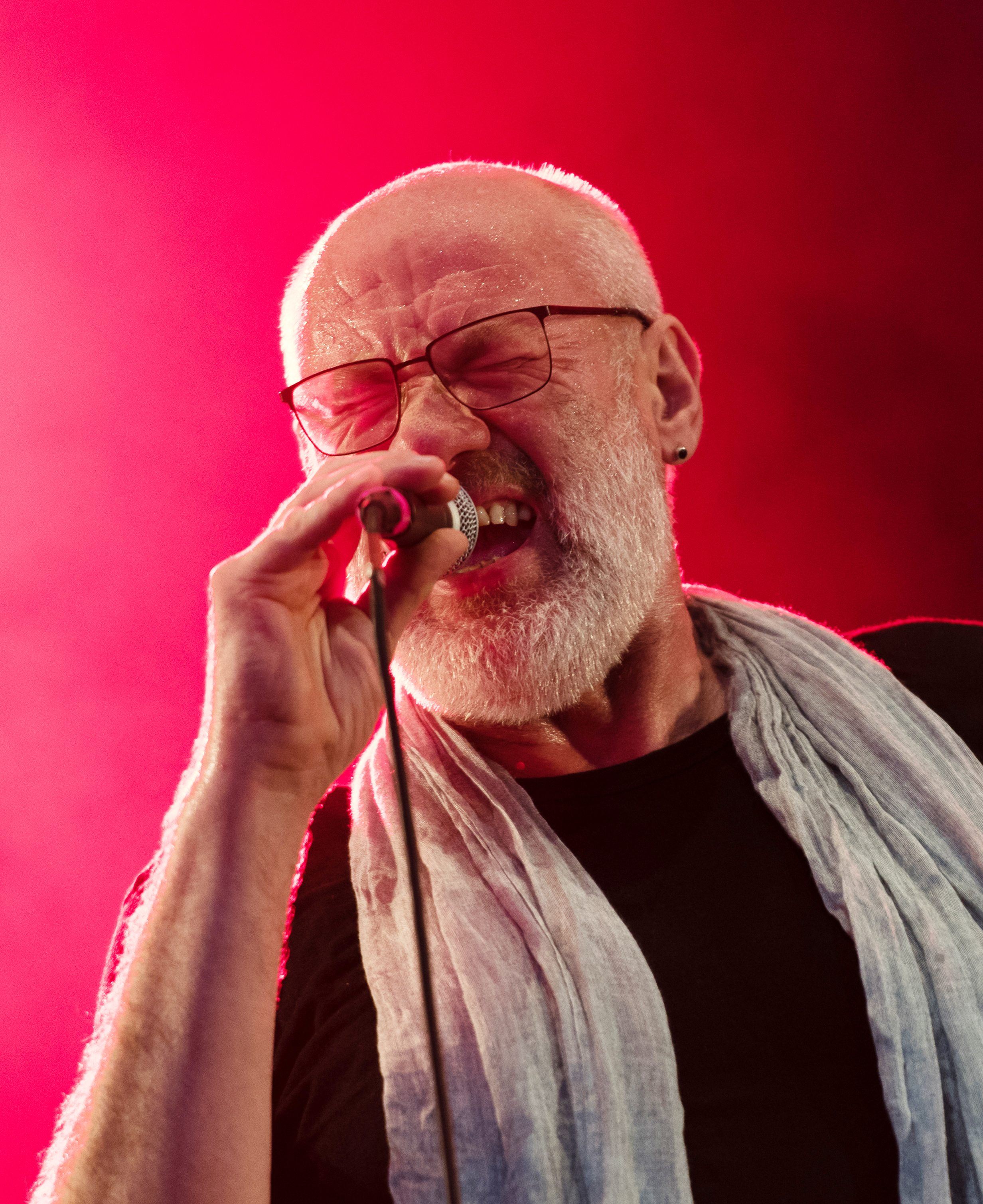
Fish beim Wacken Open Air (2018)

Logo von Fish

Fish (bürgerlich Derek William Dick; * 25. April 1958 in Dalkeith, Midlothian) ist ein schottischer Sänger.

## Leben

### Marillion
Bekannt wurde Fish als Sänger und Frontman der britischen Rockgruppe Marillion, der er sich nach abgebrochenem Studium und Gelegenheitsjobs als Forstarbeiter, Tankwart und Gärtner 1981 anschloss. Nachdem man mit Kayleigh, Lavender 1985 und Incommunicado 1987 sogar Top-Ten-Hits verzeichnet hatte, verließ Fish nach musikalischen Differenzen 1988 die Band. Ihr letztes gemeinsames Konzert gab die Band am 23. Juli 1988 im Craigtoun Country Park im schottischen St. Andrews; ihr vorletztes vor rund 120.000 Zuschauern am 18. Juni 1988 in der DDR. Bis zu dieser Zeit hatten Marillion zusammen vier Studio- und zwei Livealben veröffentlicht, die geprägt waren von Fishs theatralischer Gesangsweise, die an die frühen Jahre von Genesis erinnerte.
Fish wird oft mit Peter Gabriel, ehemals Sänger von Genesis, verglichen. Beide haben ähnliche Stimmen, zelebrierten in frühen Zeiten ihren Gesang mit schauspielerischen Gesten, Make-up und Kostümen und trennten sich später von der Band, um Soloprojekte zu beginnen. Fish selbst sieht sich allerdings eher von Peter Hammill beeinflusst. Sein Talent liegt auch in seiner lyrisch-poetischen Textschreibweise, die oft an eigene Erfahrungen und Probleme geknüpft ist.

### Solo
Die 1989 begonnene Solokarriere verlief dann eher schwierig. Von den Plattenfirmen erwarteter kommerzieller Erfolg blieb aus, und so trennte Fish sich von EMI und Polydor. Ab 1993 veröffentlichte er seine Alben dann mit der eigenen Firma Dick Bros Record Company, die er später an Roadrunner Records verkaufte. Gelegentlich arbeitet Fish auch als Schauspieler für britische Fernsehproduktionen.
Fish hat eine kleine, über Jahre hinweg loyale Fangemeinde. Organisiert in Fan-Foren treffen sich „Fishheads“, wie Fish sie selbst nennt, von überall in der Welt zu „Conventions“.
1994 spielte er unter diesem Namen neben Brian Blessed im Film Chasing the Deer der Cromwell Production Group mit. In diesem Streifen um die Jakobitenaufstände 1745 unter Bonnie Prince Charlie verkörpert Fish den Jakobiter Angus Cameron.
Zwischen März 2007 und Juni 2007 moderierte er die Radio-Show Fish on Fridays beim britischen Digital-Radiosender Planetrock.com, immer freitags um 18 Uhr britischer Zeit. Hier gab er Einblicke in die Entwicklung seines neuen Studioalbums (13th Star) und spielte seine aktuellen Lieblingshits sowie seine Lieblingssongs der vergangenen Jahre.
2010 und 2011 ging Fish, nachdem er erstmals 1994 unplugged unterwegs gewesen war, erneut auf Akustik-Tour. Nur von (elektronischem) Klavier und Gitarre begleitet sang er Marillion-Songs und eigene Titel. Im September 2013 erschien sein nächstes Studioalbum A Feast of Consequences, das zunächst nur per Mail-Order über die Website des Künstlers zu beziehen war.
Im September 2018 veröffentlichte Fish ein weiteres Solowerk, die EP A Parley with Angels, bestehend aus drei neuen Songs und vier Live-Aufnahmen.
Am 21. Februar 2019 wurde Fish für seine Single Man with a Stick mit dem The Rocks Award von Planet Rock für The Best British Single ausgezeichnet.
Am 25. September 2020 erschien schließlich das Album Weltschmerz, welches Fish in Interviews als das „finale“ Album bezeichnete.

### Wiedervereinigung
Am 26. August 2007 gab es für einen einzigen Auftritt eine kurze Wiedervereinigung von Marillion mit Fish. Anlässlich eines Festivals auf dem Marktplatz von Aylesbury, dem Gründungsort der Band (rund 65 Kilometer nordwestlich von London gelegen), spielten auf Einladung von Fish seine alten Bandkollegen mit ihm ihre Debüt-Single Market Square Heroes. Nach dem Auftritt stellte er in Interviews klar, dass es keine Reunion geben werde.

### Privates
Seinen Namen Fish erhielt Dick von Freunden zu einer Zeit, als er in einer Mietwohnung nur zu bestimmten Zeiten baden durfte, wobei er das wöchentliche Bad dann über Stunden zelebrierte. Er ist Fan des schottischen Fußballvereins Hibernian Football Club und des deutschen Clubs Karlsruher SC. Die Heimspielstätte des Hibernian FC, das Stadion an der Easter Road, wird in seinem Lied Lucky vom Album Internal Exile erwähnt.
Fish war von Juli 1987 bis Juli 2001 mit der Deutschen Tamara Nowy verheiratet. Sie haben eine gemeinsame Tochter namens Tara, der auch der gleichnamige Song auf dem Album Sunsets on Empire gewidmet ist. Seine für Mai 2007 geplante Hochzeit mit der damaligen Sängerin von Mostly Autumn, Heather Findlay, wurde kurz nach Versand der Einladungen abgesagt. Im Mai 2009 heiratete er seine Frau Katherine, sie trennten sich im Dezember 2009. Am 14. Oktober 2017 heiratete Fish die Deutsche Simone Rösler in Aberlady.

## Diskografie

### Solokarriere

#### Studioalben
| Jahr | Titel                            | Höchstplatzierung, Gesamtwochen, AuszeichnungChartplatzierungen (Jahr, Titel, Platzierungen, Wochen, Auszeichnungen, Anmerkungen) | Höchstplatzierung, Gesamtwochen, AuszeichnungChartplatzierungen (Jahr, Titel, Platzierungen, Wochen, Auszeichnungen, Anmerkungen) | Höchstplatzierung, Gesamtwochen, AuszeichnungChartplatzierungen (Jahr, Titel, Platzierungen, Wochen, Auszeichnungen, Anmerkungen) | Höchstplatzierung, Gesamtwochen, AuszeichnungChartplatzierungen (Jahr, Titel, Platzierungen, Wochen, Auszeichnungen, Anmerkungen) | Höchstplatzierung, Gesamtwochen, AuszeichnungChartplatzierungen (Jahr, Titel, Platzierungen, Wochen, Auszeichnungen, Anmerkungen) | Anmerkungen                                        |
| Jahr | Titel                            | DE | AT | CH | UK | US | Anmerkungen                                        |
| ---- | -------------------------------- | --- | --- | --- | --- | --- | -------------------------------------------------- |
| 1990 | Vigil in a Wilderness of Mirrors | DE6 (20 Wo.)DE | — | CH6 (10 Wo.)CH | UK5 Silber · (6 Wo.)UK | — | Erstveröffentlichung: 29. Januar 1990              |
| 1991 | Internal Exile                   | DE36 (8 Wo.)DE | — | CH31 (2 Wo.)CH | UK21 (3 Wo.)UK | — | Erstveröffentlichung: 26. Oktober 1991             |
| 1993 | Songs from the Mirror            | DE44 (9 Wo.)DE | — | CH30 (1 Wo.)CH | UK46 (2 Wo.)UK | — | Erstveröffentlichung: 20. Januar 1993 (Coveralbum) |
| 1994 | Suits                            | DE84 (5 Wo.)DE | — | — | UK20 (2 Wo.)UK | — | Erstveröffentlichung: 16. Mai 1994                 |
| 1997 | Sunsets on Empire                | DE73 (2 Wo.)DE | — | — | UK42 (2 Wo.)UK | — | Erstveröffentlichung: 19. Mai 1997                 |
| 1999 | Raingods with Zippos             | DE34 (2 Wo.)DE | — | — | UK57 (1 Wo.)UK | — | Erstveröffentlichung: 20. April 1999               |
| 2001 | Fellini Days                     | DE64 (1 Wo.)DE | — | — | — | — | Erstveröffentlichung: 13. August 2001              |
| 2003 | Field of Crows                   | DE72 (1 Wo.)DE | — | — | — | — | Erstveröffentlichung: 10. Dezember 2003            |
| 2007 | 13th Star                        | — | — | — | — | — | Erstveröffentlichung: 6. September 2007            |
| 2013 | A Feast of Consequences          | — | — | — | — | — | Erstveröffentlichung: 4. September 2013            |
| 2020 | Weltschmerz                      | — | — | — | — | — | Erstveröffentlichung: 25. September 2020           |

#### Kompilationen
| Jahr | Titel | Höchstplatzierung, Gesamtwochen, AuszeichnungChartplatzierungen (Jahr, Titel, Platzierungen, Wochen, Auszeichnungen, Anmerkungen) | Höchstplatzierung, Gesamtwochen, AuszeichnungChartplatzierungen (Jahr, Titel, Platzierungen, Wochen, Auszeichnungen, Anmerkungen) | Höchstplatzierung, Gesamtwochen, AuszeichnungChartplatzierungen (Jahr, Titel, Platzierungen, Wochen, Auszeichnungen, Anmerkungen) | Höchstplatzierung, Gesamtwochen, AuszeichnungChartplatzierungen (Jahr, Titel, Platzierungen, Wochen, Auszeichnungen, Anmerkungen) | Höchstplatzierung, Gesamtwochen, AuszeichnungChartplatzierungen (Jahr, Titel, Platzierungen, Wochen, Auszeichnungen, Anmerkungen) | Anmerkungen                           |
| Jahr | Titel | DE | AT | CH | UK | US | Anmerkungen                           |
| ---- | ----- | --- | --- | --- | --- | --- | ------------------------------------- |
| 1995 | Yang  | — | — | — | UK52 (1 Wo.)UK | — | Erstveröffentlichung: 28. August 1995 |
| 1995 | Yin   | — | — | — | UK58 (1 Wo.)UK | — | Erstveröffentlichung: 28. August 1995 |

#### Weitere Livealben und Kompilationen
- Pigpen’s Birthday (1993)
- Derek Dick & His Amazing Electric Bear (1993)
- Uncle Fish and the Crypt Creepers (1993)
- Toiling in the Reeperbahn (1993)
- For Whom the Bells Toll (1993)
- Acoustic Sessions (1994)
- Sushi (Live ’93) (1994)
- Fish Head Curry (1996)
- Krakow (1996)
- Kettle of Fish (1998)
- Fortunes of War (1998)
- Tales from the Big Bus (1998)
- The Haddington Tapes (1999)
- The Complete BBC Sessions (1999)
- Candlelight in Fog (2000)
- Sashimi (2001)
- Fellini Nights (2002)
- Mixed Company (2003)
- Bouillabaisse (2005)
- Scattering Crows (2005)
- Scattering Crows Bonus (2005)
- Return to Childhood (2006)
- Communion (2007)
- Fishhead’s Club Acoustic (2012)
- Gone Fishing Leamington Spa (2013)
- Farewell to Childhood (2016)
- The Moveable Feast (2016)
- The Last Straw – Live in Glasgow 2018 (2022)
- Vigil’s End – UK Tour 2021 (2022)

#### Singles
| Jahr | Titel Album                                              | Höchstplatzierung, Gesamtwochen, AuszeichnungChartplatzierungen (Jahr, Titel, Album, Platzierungen, Wochen, Auszeichnungen, Anmerkungen) | Höchstplatzierung, Gesamtwochen, AuszeichnungChartplatzierungen (Jahr, Titel, Album, Platzierungen, Wochen, Auszeichnungen, Anmerkungen) | Höchstplatzierung, Gesamtwochen, AuszeichnungChartplatzierungen (Jahr, Titel, Album, Platzierungen, Wochen, Auszeichnungen, Anmerkungen) | Höchstplatzierung, Gesamtwochen, AuszeichnungChartplatzierungen (Jahr, Titel, Album, Platzierungen, Wochen, Auszeichnungen, Anmerkungen) | Höchstplatzierung, Gesamtwochen, AuszeichnungChartplatzierungen (Jahr, Titel, Album, Platzierungen, Wochen, Auszeichnungen, Anmerkungen) | Anmerkungen                                            |
| Jahr | Titel Album                                              | DE | AT | CH | UK | US | Anmerkungen                                            |
| ---- | -------------------------------------------------------- | --- | --- | --- | --- | --- | ------------------------------------------------------ |
| 1989 | State of Mind Vigil in a Wilderness of Mirrors           | — | — | — | UK32 (3 Wo.)UK | — | Erstveröffentlichung: 16. Oktober 1989                 |
| 1989 | Big Wedge Vigil in a Wilderness of Mirrors               | — | — | CH27 (1 Wo.)CH | UK25 (4 Wo.)UK | — | Erstveröffentlichung: 27. Dezember 1989                |
| 1990 | A Gentleman’s Excuse Me Vigil in a Wilderness of Mirrors | — | — | — | UK30 (3 Wo.)UK | — | Erstveröffentlichung: 5. März 1990                     |
| 1991 | Internal Exile                                           | — | — | CH30 (1 Wo.)CH | UK37 (2 Wo.)UK | — | Erstveröffentlichung: 9. September 1991                |
| 1991 | Credo Internal Exile                                     | — | — | — | UK38 (2 Wo.)UK | — | Erstveröffentlichung: 2. Dezember 1991                 |
| 1992 | Something in the Air Internal Exile                      | — | — | — | UK51 (2 Wo.)UK | — | Erstveröffentlichung: 22. Juni 1992                    |
| 1992 | Never Mind The Bullocks Songs From The Mirror            | — | — | — | — | — | Erstveröffentlichung: 12. Dezember 1992                |
| 1994 | Lady Let It Lie Suits                                    | — | — | — | UK46 (2 Wo.)UK | — | Erstveröffentlichung: 5. April 1994                    |
| 1994 | Fortunes of War Suits                                    | — | — | — | UK67 (3 Wo.)UK | — | Erstveröffentlichung: 26. September 1994               |
| 1995 | Just Good Friends Yin                                    | — | — | — | UK63 (2 Wo.)UK | — | Erstveröffentlichung: 14. August 1995 feat. Sam Brown  |
| 1997 | Brother 52 Sunsets on Empire                             | — | — | — | UK91 (1 Wo.)UK | — | Erstveröffentlichung: 28. April 1997                   |
| 1997 | Change of Heart Sunsets on Empire                        | — | — | — | — | — | Erstveröffentlichung: 11. August 1997                  |
| 1999 | Incomplete Raingods with Zippos                          | — | — | — | UK86 (1 Wo.)UK | — | Erstveröffentlichung: April 1999 feat. Elisabeth Antwi |
| 2004 | Field of Crows Radio Edits Field of Crows                | — | — | — | — | — | Erstveröffentlichung: Mai 2004                         |
| 2008 | Arc of the Curve 13th Star                               | — | — | — | — | — | Erstveröffentlichung: 3. März 2008                     |
| 2008 | Zoe 25 13th Star                                         | — | — | — | — | — | Erstveröffentlichung: 6. Oktober 2008                  |

#### Als Gastmusiker
| Jahr | Titel Album                                   | Höchstplatzierung, Gesamtwochen, AuszeichnungChartplatzierungen (Jahr, Titel, Album, Platzierungen, Wochen, Auszeichnungen, Anmerkungen) | Höchstplatzierung, Gesamtwochen, AuszeichnungChartplatzierungen (Jahr, Titel, Album, Platzierungen, Wochen, Auszeichnungen, Anmerkungen) | Höchstplatzierung, Gesamtwochen, AuszeichnungChartplatzierungen (Jahr, Titel, Album, Platzierungen, Wochen, Auszeichnungen, Anmerkungen) | Höchstplatzierung, Gesamtwochen, AuszeichnungChartplatzierungen (Jahr, Titel, Album, Platzierungen, Wochen, Auszeichnungen, Anmerkungen) | Höchstplatzierung, Gesamtwochen, AuszeichnungChartplatzierungen (Jahr, Titel, Album, Platzierungen, Wochen, Auszeichnungen, Anmerkungen) | Anmerkungen                                              |
| Jahr | Titel Album                                   | DE | AT | CH | UK | US | Anmerkungen                                              |
| ---- | --------------------------------------------- | --- | --- | --- | --- | --- | -------------------------------------------------------- |
| 1986 | Shortcut to Somewhere Soundtracks             | — | — | — | UK75 (2 Wo.)UK | — | Erstveröffentlichung: Oktober 1986 Tony Banks feat. Fish |
| 1998 | Ayreon – Into the Electric Castle             | — | — | — | — | — | Initially released by Transmission (1998)                |
| 2020 | Ayreon – Electric Castle Live and Other Tales | — | — | — | — | — | Live                                                     |

Weitere Beteiligungen als Gastmusiker
- 1993: The Funny Farm Project Outpatients ’93